# Bogdan Brzeziński (historyk)
Bogdan Brzeziński (ur. 30 czerwca 1931 w Dobrem, zm. 26 kwietnia 2020) − polski historyk ruchu robotniczego. 

## Życiorys
W 1951 ukończył Państwowe Gimnazjum i Liceum im. Stefana Batorego w Warszawie. W 1956 ukończył studia historyczne na Uniwersytecie Moskiewskim, w latach 1956–1962 pracował w Komitecie Warszawskim PZPR, od 1963 w Zakładzie Historii Partii, a po jego rozwiązaniu w 1971 w Instytucie Historii Ruchu Robotniczego w Wyższej Szkole Nauk Społecznych przy KC PZPR (od 1985 Akademia Nauk Społecznych). W 1974 obronił w WSNS pracę doktorską Klasa robotnicza Warszawy 1944-1949.
Od 1962 był związany z Kroniką Warszawy, należał do rady naukowej pisma, a od 1974 do jego komitetu redakcyjnego. W latach 1982–1989 był redaktorem naczelnym pisma Z Pola Walki. Był autorem haseł w Słowniku biograficznym działaczy polskiego ruchu robotniczego oraz Księdze Polaków uczestników Rewolucji Październikowej 1917−1920. Biografie (1967).
W latach 1952–1990 był członkiem PZPR, następnie Związku Komunistów Polskich „Proletariat”. Należał do Stowarzyszenia Dziennikarzy PRL, następnie Stowarzyszenia Dziennikarzy Rzeczypospolitej Polskiej.
Został odznaczony Złotym Krzyżem Zasługi (1969), Krzyżem Kawalerskim (1979) i Krzyżem Oficerskim (1988) Orderu Odrodzenia Polski, otrzymał także Medal 30-lecia Polski Ludowej, Medal 40-lecia Polski Ludowej, złote, srebrne i brązowe Odznaczenie im. Janka Krasickiego oraz złotą odznakę honorową Towarzystwa Przyjaźni Polsko-Radzieckiej.
Pochowano go na cmentarzu Północnym w Warszawie.

## Wybrane publikacje
- (współautor: Zbigniew Iwańczuk), Warszawa w majowe święto,  Warszawa: Komitet Warszawski Polskiej Zjednoczonej Partii Robotniczej. Wydział Propagandy i Agitacji 1966.
- (współautorzy: Leon Chrzanowski, Ryszard Halaba), Polegli w walce o władzę ludową: materiały i zestawienia statystyczne,  Warszawa: „Książka i Wiedza” 1970.
- (współautor: Janusz Trzciński, Wykaz prac badawczych nad historią polskiego i międzynarodowego ruchu robotniczego prowadzonych w latach 1969/1970 w placówkach naukowych kraju, Warszawa: Zakład Historii Partii przy KC PZPR 1970.
- (współautorzy: Władysław Bartoszewski, Leszek Moczulski), Kronika wydarzeń w Warszawie 1939-1949, Warszawa: Państwowe Wydawnictwo Naukowe 1970.
- Klasa robotnicza Warszawy 1944-1949, Warszawa: Państwowe Wydawnictwo Naukowe 1975.
- Nacjonalizacja w świecie współczesnym, Warszawa: „Książka i Wiedza” 1978.
- Biuro Informacyjne Partii Komunistycznych i Robotniczych, Warszawa: Zarząd Główny Związku Socjalistycznej Młodzieży Polskiej 1982.
- Z dziejów Polski Ludowej: zbiór artykułów, red. nauk. Bogdan Brzeziński, Warszawa: Akademia Nauk Społecznych 1985.
- Grudzień 1970, wstęp i wybór dokumentów Bogdan Brzeziński, Warszawa: Akademia Nauk Społecznych. 1989.

## Nagrody
- Nagroda "Trybuny Ludu" (zespołowa) dla autorów książki Ruch robotniczy w Polsce Ludowej (1975)[6]